# Skhirat-Témara
Skhirate-Témara is een prefectuur in de Marokkaanse regio Rabat-Salé-Kénitra.
Skhirate-Témara telt 393.262 inwoners op een oppervlakte van 463 km².

## Grootste plaatsen
| Plaats          | Arabische naam   | Inwoners (naam) |
| --------------- | ---------------- | --------------- |
| Témara          | (ar) تمارة       | 225.497         |
| Skhirate        | (ar) الصخيرات    | 43.025          |
| Sidi Yahya Zaer |                  | 28.773          |
| Aïn el Aouda    | (ar) عين العوداة | 25.105          |
| Aïn Attig       |                  | 17.688          |
| Mers el Kheir   |                  | 14.488          |
| Sabbah          |                  | 12.912          |
| Oumazza         |                  | 10.530          |
| Harhoura        |                  | 9.245           |

Ben Slimane · Khouribga · Settat · El Jadida · Safi · Boulmane · Fez · Moulay Yacoub · Sefrou · Kénitra · Sidi Kacem · Casablanca · Médiouna · Mohammedia · Nouaceur · Assa-Zag · Guelmim · Tan-Tan · Tata · Boujdour · Es-Semara · Lâayoune · Al Haouz · Chichaoua · Essaouira · Kelâat Es-Sraghna · Marrakech · Al Ismaïlia · El Hajeb · Errachidia · Ifrane · Khénifra · Meknès · Berkane · Figuig · Jerada · Driouch · Nador · Oujda-Angad · Taourirt · Aousserd · Oued ed Dahab · Khémisset · Rabat · Salé · Skhirat-Témara · Agadir-Ida-Ou-Tanane · Inezgane-Aït Melloul · Chtouka-Aït Baha · Ouarzazate · Taroudant · Tiznit · Zagora · Azilal · Béni-Mellal · Chefchaouen · Fahs-Bni Mkada · Larache · Tanger-Asilah · Tétouan · Al Hoceima · Taounate · Taza